# Suisse au Concours Eurovision de la chanson 1970
La Suisse a participé au Concours Eurovision de la chanson 1970 le 21 mars à Amsterdam. C'est la 15e participation suisse au Concours Eurovision de la chanson.
Le pays est représenté par Henri Dès et la chanson Retour, sélectionnés en interne par la SRG SSR.

## Sélection interne
Le radiodiffuseur suisse, Société suisse de radiodiffusion et télévision (SRG SSR), choisit l'artiste et la chanson en interne pour représenter la Suisse au Concours Eurovision de la chanson 1970.
Lors de cette sélection, c'est la chanson Retour, écrite, composée et interprétée par le chanteur Henri Dès, qui fut choisie avec Bernard Gérard comme chef d'orchestre.
| Ordre | Interprète | Chanson | Langue   |
| ----- | ---------- | ------- | -------- |
| 1     | Henri Dès  | Retour  | Français |

## À l'Eurovision
Chaque pays a un jury de dix personnes. Chaque juré attribue un point à sa chanson préférée.

### Points attribués par la Suisse
| 6 points | Irlande          |
| 2 points | Royaume-Uni      |
| 1 points | Allemagne Monaco |

### Points attribués à la Suisse
| 10 points | 9 points | 8 points | 7 points                        | 6 points                |
| --------- | -------- | -------- | ------------------------------- | ----------------------- |
|           |          |          |                                 |                         |
| 5 points  | 4 points | 3 points | 2 points                        | 1 point                 |
|           |          |          | - Allemagne - France - Pays-Bas | - Irlande - Royaume-Uni |

Henri Dès interprète Retour en 2e position lors de la soirée du concours, suivant les Pays-Bas et précédant l'Italie. 
Au terme du vote final, la Suisse termine 4e — à égalité avec l'Espagne et la France — sur les 12 pays participants, ayant reçu 8 points au total de la part de cinq pays,.